# Many Maurer

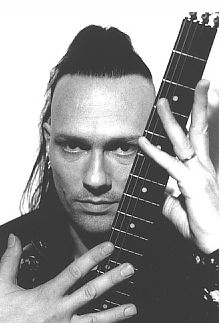
Many Maurer (2011)

Many Maurer (* 1. April 1964) ist ein Schweizer Gitarrist, Bassist, Songwriter und Produzent. Er war unter anderem Gitarrist und Songwriter der Schweizer Hardrockband Killer, Gitarrist und später Bassist von Krokus sowie Gründer und Leadgitarrist der Metal-Band Ain’t Dead Yet. Bei Krokus und Ain’t Dead Yet war er daneben nicht nur als Songwriter, sondern auch als  Produzent tätig.

## Biografie

### Die Karriere als Musiker
Many Maurer begann als Jugendlicher, im Alter von 13 Jahren, Gitarre zu spielen. Der Durchbruch gelang ihm mit 17 Jahren als Gitarrist der Hardrock-Band Killer, als 1978 deren Album Ladykiller erschien. Anschliessend folgte eine Europatournee als Opener von Motörhead. Nach den beiden folgenden Alben Thriller und Stronger Than Ever sowie den folgenden Europatouren ging die komplette damalige Besetzung der Band im Jahre 1984 getrennte Wege.
In der Folge waren Maurer und der Bassist von Killer, Beat Kofmehl, zusammen mit dem ebenfalls zukünftigen Krokus-Frontmann Peter Tanner und dem Schlagzeuger Greg Bleuel auf dem 1985 erschienenen, selbstbetitelten Album Headhunter von der Band Headhunter – auch unter dem Namen Netz aktiv – zu hören. Produziert wurde das Album, das die einzige Veröffentlichung dieser Band blieb, von Chris von Rohr, der schon für Maurers Einstieg bei Killer mitverantwortlich war. Chris von Rohr engagierte Maurer dann 1987 auch als Leadgitarrist und Songwriter für sein Soloalbum Hammer and Tongue, das 1993 unter dem Namen The Good, the Bad and the Dög wiederveröffentlicht wurde. Im Anschluss kehrte von Rohr allerdings zu Krokus zurück, um 1988 mit der Band das Album Heart Attack zu veröffentlichen. Doch da Krokus bereits ein Jahr später das erste Mal komplett auseinanderfiel, formierte Bassist von Rohr die Band Grand Slam. Dieser Formation gehörte neben Peter Tanner, Rhythmusgitarrist Tony Castell und Schlagzeuger Peter Haas auch Many Maurer als Leadgitarrist an. Überwiegend Songmaterial von von Rohrs Soloalbum spielend tourte Grand Slam nachfolgend durch Deutschland, Österreich und Ungarn, u. a. auch als Vorband von Bonfire.
Im Anschluss gingen die Band und Chris von Rohr allerdings getrennte Wege, worauf Fernando von Arb, der langjähriger Gitarrist von Krokus, die Lücke des geschiedenen Bassisten füllte. Damit war Anfang 1990 nach einigen Überlegungen, unter welchem Namen man zukünftig agieren sollte, die neue Formation von Krokus geboren. Diese veröffentlichte noch im selben Jahr das Album Stampede, dass damals zwar hinter den früheren Erfolgen von Krokus zurückblieb, heute aber als Geheimtipp gilt. Als 1992 allerdings Krebs bei von Arb diagnostiziert wurde, war die erst neu formierte Band schon nach zwei Jahren wieder Geschichte.
Unterdessen hatte Many Maurer bereits 1991 zusammen mit Sänger David Leach, Rhythmusgitarrist Marcel Infanger, Bassist Tony Castell und dem Schlagzeuger Dani Crivelli, der sowohl bei Killer als auch bei Krokus bereits die Trommelstöcke schwang, die Cover-Metalband Ain’t Dead Yet gegründet, deren Debütalbum Alive MCMXCII – ein gemäß dem Konzept der Band aus Coversongs bestehendes Livealbum – 1992 erschien. Die Band tourte bis 1994 in dieser Besetzung durch die Clubs. Danach wurde jedoch das Konzept der Band geändert und Ain’t Dead Yet begann, eigene Songs zu schreiben.
Die Arbeiten und Aufnahmen der neuen Songs für Ain’t Dead Yet erfolgten parallel zur Wiedervereinigung von Krokus, die nach der vollständigen Genesung von Fernando von Arb im Jahre 1994 mit der Living Legend Tour begann. Von Arb war inzwischen wieder an die Leadgitarre zurückgekehrt, dafür spielte Maurer diesmal den Bass. Marc Storace am Mikro, Mark Kohler an der Rhythmusgitarre und Schlagzeuger Freddy Steady komplettierten die Besetzung. Noch im selben Jahr erfuhr die Neubelebung von Krokus mit der Veröffentlichung der EP You Ain’t Seen Nothin’ Yet weitere Promotion. 1995 veröffentlichte Krokus schließlich mit dem Bassisten und überdies Produzenten Maurer das Album To Rock or Not to Be, dass zumindest in der Schweiz durchaus an die älteren Erfolge der Band anknüpfen konnte, ehe die Besetzung erneut gänzlich auseinanderbrach.
Indes trieb Maurer die Konzeptänderung von Ain’t Dead Yet voran, die gravierende Line-Up-Veränderungen mit sich brachte. Frontmann David Leach wurde durch Andy Portmann ersetzt und Dani Crivelli übergab den Schlagzeugposten an den zu diesem Zeitpunkt ehemaligen und zugleich zukünftigen Krokus-Schlagzeuger Peter Haas. Da überdies Rhythmusgitarrist Marcel Infanger die Band verließ, diese Position allerdings nicht mehr besetzt wurde, bestand Ain’t Dead Yet fortan nur mehr aus einem Musikerquartett. Im Jahr 1995 erschienen schließlich Read Your Mind, das erste Studioalbum der Band, das Maurer auch produzierte, sowie die Single „You Know What Love Is“. Es folgten eine Headlinertour durch die Schweiz und Deutschland sowie Auftritte auf diversen Festivals in ganz Europa. Außerdem erschien 1996 noch die EP Read Your Mind: Unplugged. Nach der Präsentation des neuen Rhythmusgitarristen Igor Gianola im Jahre 1997 löste sich die Band jedoch 1998 letztlich auf.
Im Jahre 1999 folgte dann ein weiterer Einsatz als Bassist bei Krokus. Ähnlich wie zu Zeiten von Stampede sammelte Fernando von Arb neben Maurer allerdings gänzlich neue Mitstreiter um sich, um das neue Werk Round 13 einzuspielen: Diesmal komplettierten Sänger Carl Sentance, der Rhythmusgitarrist Chris Lauper und zunächst Schlagzeuger Cliff Rodgers die Band, wobei letztgenannter noch während der Studioaufnahmen des Albums durch Peter Haas ersetzt wurde. Round 13 blieb zwar sogar hinter den Erfolgen von Stampede zurück, dennoch erfuhr Krokus für die nachfolgend wahrgenommenen Festivaltermine, u. a. 2000 auf dem Bang Your Head in Balingen und dem Wacken Open Air, sowohl von den Fans als auch von der Presse nahezu gänzlich positive Rezensionen. Noch im Jahr 2000 trennten sich allerdings schließlich die Wege von Maurer und Krokus. Rückblickend war Maurer in 90er Jahren neben Fernando von Arb die einzige Konstante im Line-Up der erfolgreichsten Rockband aus der Schweiz.

### Sein Leben heute
Heute ist Maurer als Studio-Musiker und Live-Gastmusiker in verschiedene Projekte involviert, beispielsweise als Gast-Bassist bei der Metalband China. Seit 2003 betreibt Maurer die Soundtraxx-Studios wo er als Toningenieur und Produzent tätig ist. Der Schwerpunkt liegt nach wie vor bei Musikproduktionen aus dem Bereich Rock beziehungsweise Metal
beispielsweise von Bands wie Felskinn, Excelsis oder Megaforce. Maurer macht daneben aber auch Filmvertonungen. Im Weiteren bietet Maurer als Lehrer für Gitarre und Bass Unterricht und Workshops an.

### Neues Projekt mit Andy Portmann
Momentan arbeitet Maurer mit Andy Portmann und Schlagzeuger Danny Zimmermann unter dem Bandnamen "Download the Band" am Debütalbum "Eleven Stages of Life". Dieses Album soll anfangs 2012 erscheinen. Der Musik-Stil soll in die Richtung Ain’t Dead Yet gehen.

## Diskografie
Mit der Band Killer (Gitarrist)
- 1981: Ladykiller
- 1982: Thriller
- 1983: Stronger Than Ever

Mit der Band Headhunter (Leadgitarrist)
- 1985: Headhunter

Mit Chris von Rohr (Leadgitarrist)
- 1987: Hammer and Tongue (1993 unter dem Titel The Good, the Bad and the Dög wiederveröffentlicht)

Mit der Band Krokus
- 1990: Stampede (Leadgitarrist)
- 1995: To Rock or Not to Be (Bassist)
- 1999: Round 13 (Bassist)

Mit der Band Ain’t Dead Yet (Leadgitarrist)
- 1992: Alive MCMXCII (Live)
- 1996: Read Your Mind